# Boutx
Boutx (okzitanisch: Bots) ist eine französische Gemeinde mit 253 Einwohnern (Stand: 1. Januar 2022) im Département Haute-Garonne in der Region Okzitanien; sie gehört zum Arrondissement Saint-Gaudens und zum Gemeindeverband Pyrénées Haut Garonnaises. Die Einwohner werden Boutxois genannt.

## Geografie

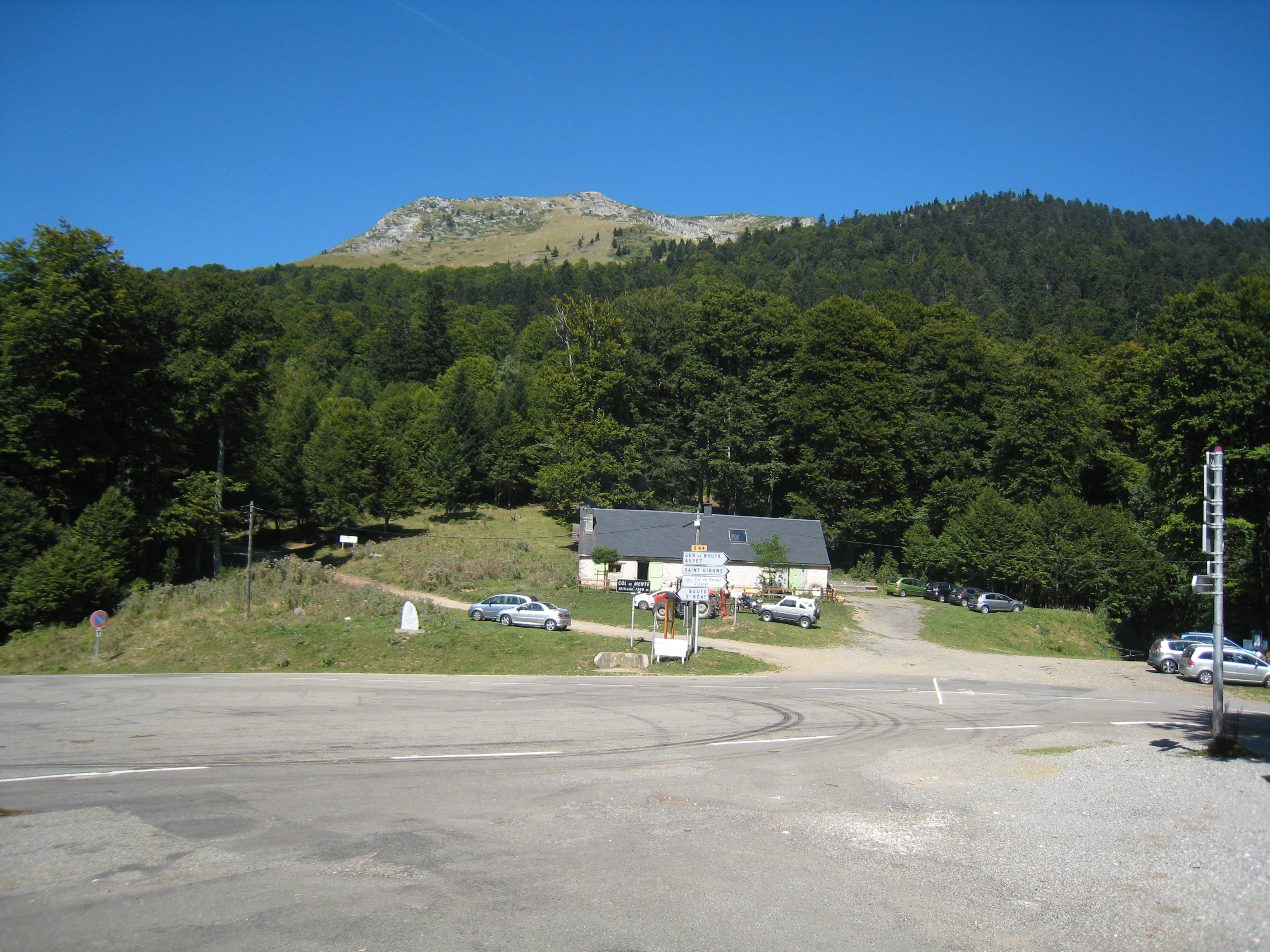
Straßenpass Col de Menté (1343 m)

Boutx liegt in den Pyrenäen im Süden der historischen Provinz Comminges, etwa 30 Kilometer südlich von Saint-Gaudens und etwa acht Kilometer nördlich der Grenze zu Spanien. Das gebirgige und sehr waldreiche Gemeindegebiet hat eine Ost-West-Ausdehnung von 20 Kilometern. Mit 47,46 km² Fläche ist Boutx die siebtgrößte der 587 Gemeinden des Départements Haute-Garonne. Die zahlreichen Gebirgsbäche im Gemeindeareal entwässern über den Ger oder direkt zur oberen Garonne. Etwa in der Mitte der Gemeinde liegt mit dem 1343 m hohen Col de Menté ein Straßenpass, der vom Garonnetal im Westen zum Gertal und weiter zum Col de Portet-d’Aspet im Westen überleitet. Beide Pässe waren in der Vergangenheit oft in Tour-de-France-Etappen eingebunden. Zur Gemeinde Boutx gehören die Dörfer Boutx, L’Artigue, Ger de Boutx, Coulédoux, Le Couéu, Lacus und Argut dessus sowie die Weiler Carrère, Plandan, Bienne, Mascarole, Rouge, Les Mentesses, Le Boutas, Courraou, Cabane d’Escales, Berdulet, Le Bourrut, Cubouch, Sahorgue, Soulan, Couret de Bon. Cote de la Mole, Peyras, L’Esponille, Chapitre, Mothe, Chourique, Coume de Bugat, Plan du Rey, Cap de Tire, Goutasson, Cuchere, Coulomé, Sarrat, Souleilla, Tournerisse, Penot, Touront, Le Sourd, Portillon, Magine, Lascomères, Megnagne, Mussau, Auirondes, Pierre Blanche, Le Brocaillon, L’Artigue sowie das Skiressort Station du Mourtis. Umgeben wird Boutx von den Nachbargemeinden Sengouagnet im Norden, Razecueillé und Portet-d’Aspet im Nordosten, Saint-Lary im Osten, Melles im Süden, Argut-Dessous, Fos und Saint-Béat-Lez im Südwesten, Eup (Berührungspunkt) im Westen sowie Bezins-Garraux und Arguenos im Nordwesten.
Die höchsten Erhebungen im Gemeindegebiet von Boutx sind:
- Sommet des Parets 1869 m
- Pic de l’Escalette 1856 m
- Tuc de l’Étang 1816 m
- Tuc d’Arrajou 1781 m
- Tuc de Pan 1734 m
- Pic de l’Auech 1671 m
- Le Puech 1669 m
- Tuc de Bermach 1572 m
- Mail des Agudes 1549 m
- Tuc de Serre Longue 1525 m
- Escalette 1484 m
- Les Deux Rocs 1434 m
- Sausane 1421 m
- Courrau de Peyregnau 1419 m
- Tuc de la Serre 1390 m
- Cap de la ale de Broucau 1351 m
- Tuc Usclat 1347 m
- Mail des Craus 1281 m
- Cap du Mont 1257 m
- Tuc Desse 1232 m
- Mont Noir 1201 m

## Geschichte
1930 wurde Argut-Dessus nach Boutx eingemeindet. 1974 fusionierte die bis dahin eigenständige Gemeinde Coulédoux mit Boutx.

### Bevölkerungsentwicklung
| Jahr      | 1962 | 1968 | 1975 | 1982 | 1990 | 1999 | 2006 | 2013 | 2021 |
| Einwohner | 250  | 251  | 304  | 362  | 324  | 259  | 269  | 241  | 256  |

In den Jahren 1846 und 1851 wurden mit 965 Bewohnern die bisher höchsten Einwohnerzahlen ermittelt. Die Zahlen basieren auf den Daten von cassini.ehess und INSEE.

## Sehenswürdigkeiten
- Kirche Saint-Georges
- Kapelle Notre-Dame-du-Lac
- Kirche Mariä Geburt (Église de la Nativité-de-la-Sainte-Vierge) im Ortsteil Ger de Boutx
- Kirche im Ortsteil Argut-Dessus
- Kirche im Ortsteil Coulédoux
- zahlreiche Flurkreuze

## Wirtschaft und Infrastruktur

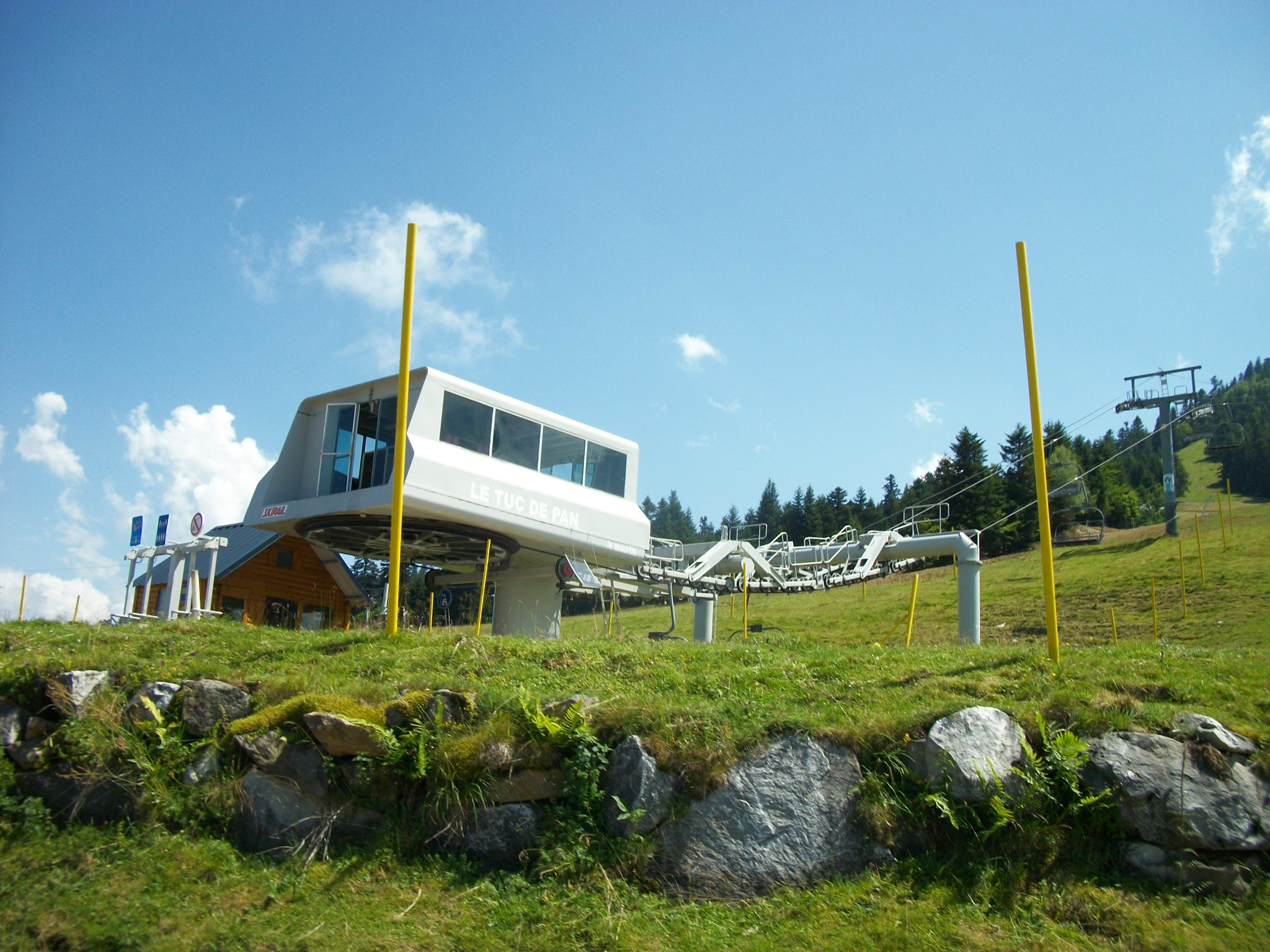
Skigebiet Station du Mourtis

In Boutx dominiert der Tourismus. Viele Hotels, Pensionen und Ferienhäuser nehmen besonders im Winter zahlreiche Urlauber auf. 1965 entstand das Skigebiet Station du Mourtis mit einigen Skiliften. In der Gemeinde sind noch 17 Landwirtschaftsbetriebe ansässig, die hauptsächlich Viehzucht betreiben (Pferde, Milchkühe, Ziegen, Schafe).
Drei Kilometer westlich von Boutx verläuft die Route nationale 125 vom Autobahnzubringer Autoroute A645 nach Vielha in Spanien.

## Belege
1. ↑  Histoire de la commune auf annuaire-mairie.fr
2. ↑  Boutx auf cassini.ehess
3. ↑  Boutx auf INSEE
4. ↑  Landwirtschaftsbetriebe auf annuaire-mairie.fr